# 악타이온코끼리장수풍뎅이
악타이온코끼리장수풍뎅이(Actaeon beetle, 학명: Megasoma acteon) 또는 악테온코끼리장수풍뎅이는 남아메리카의 장수풍뎅이아과에 속하는 곤충으로, 황색의 코끼리장수풍뎅이와 달리 흑색이다. 악테온장수풍뎅이는 덩치가 크고, 아프리카의 골리앗꽃무지와 함께 세계에서 갑충 한에서 제일 무거운 곤충에 속한다. 수컷은 뿔 끝까지 50~140mm이며, 암컷은 50~82mm이다. 수명은 3~5개월이다. 유충 기간은 코끼리장수풍뎅이와 달리 긴 편으로, 약 3년이면 알에서 성충이 되며, 번데기 기간은 1달 이상으로 한국의 장수풍뎅이보다 길다.

## 아종
현재까지 2아종이 알려져 있다.
- M. a. actaeon

서식지: 남아메리카 동부 (브라질, 베네수엘라, 프랑스령 기아나, 가이아나, 수리남)
- M. a. johannae

서식지: 남아메리카 서부 (페루, 콜롬비아, 에콰도르, 브라질, 볼리비아 북부)

## 사육
같은 부모의 자손 개체가 아닌 경우나, 유충 기간 동안 분리하여 사육하면, 암수의 우화 기간 차이로 인해 교미가 불가능한 경우가 있다.

## 같이 보기
- 코끼리장수풍뎅이